# Мускрон (окръг)
Мускрон (на френски: Mouscron) е окръг в Южна Белгия, провинция Ено. Площта му е 101 km², а населението – 76 297 души (по приблизителна оценка от януари 2018 г.). Административен център е град Мускрон.